# James Rachels
James Rachels (Columbus (Georgia), 30 mei 1941 - 5 september 2003) was een Amerikaanse moraalfilosoof en kwam op voor de rechten van dieren. Behalve over dieren schreef hij ook werken over onder andere euthanasie. Zijn zoon, Stuart Rachels, is net als hij was, filosoof. Samen met zijn zoon schreef hij een van de meest gebruikte boeken binnen de ethiek, met name "The Elements of Moral Philosophy". In dertien hoofdstukken maakt de lezer kennis met verscheidene concepten en theorieën binnen de filosofie zoals het sociale contracttheorie, cultuur relativisme, utilitarisme, zorgethiek, ethiek van Kant en deugdenethiek. Na het overlijden van zijn vader, publiceert Stuart Rachels nog steeds nieuwe edities.
- Bibliothèque nationale de France: cb12096283t (data)
- CiNii: DA00905129
- Gemeinsame Normdatei: 131762346
- International Standard Name Identifier: 0000 0001 0915 3175
- Library of Congress Control Number: n50052419
- Bibliotheek van het Japanse parlement: 00473438
- Nationale Bibliotheek van Tsjechië: vse2008485503
- Nationale Bibliotheek van Israël: 987007266818005171
- Nederlandse Thesaurus van Auteursnamen: 068411405
- Istituto Centrale per il Catalogo Unico: LO1V034694
- SNAC: w6km16zq
- Système universitaire de documentation: 02930931X
- Trove: 952956
- Virtual International Authority File: 73881452
- WorldCat: E39PBJcgyqMRB6GQWtyVKVRh73